# 那波利 (纽约州)
那波利（英語：Napoli）是位于美国纽约州卡特罗格斯县的一个镇，地处卡特罗格斯县西部、萨拉曼卡西北。2010年美国人口普查时，该镇有1248人。最初的定居者于1819年左右来到此地。1823年，那波利镇从利特尔瓦利镇中分出。